# Labinot Harbuzi
Labinot Harbuzi est un footballeur suédois né le 4 avril 1986 à Lund en Suède et mort le 11 octobre 2018 à Malmö (Suède). Il évolue au poste de milieu de terrain.

## Sélections
- 3 sélections et 1 but avec l'équipe de Suède espoirs entre 2006 et 2007.

## Palmarès
Vierge